# La Verónica (película)
La Verónica es una película dramática chilena de 2020 escrita y dirigida por Leonardo Medel.  Es protagonizada por Mariana Di Girolamo, acompañada por Patricia Rivadeneira, Ariel Mateluna, Antonia Giesen, Willy Semler, Josefina Montané, Coco Páez y María Jesús Vidaurre.   Fue grabada en más de 50 planos secuencia en los que la protagonista siempre se encuentra en primer plano. 

## Sinopsis
Verónica Lara (Mariana Di Girolamo) es una modelo muy popular en las redes sociales que está casada con la estrella mundial de fútbol Javier Matamala (Ariel Mateluna). Ambos viven una vida aparentemente feliz, pero todo cambia cuando ella descubre que es la principal sospechosa en la investigación del asesinato de su primera hija, ocurrido 10 años atrás. La investigación la deja bajo mucha presión, su matrimonio queda al borde de la ruptura y comienza a sentir celos de Amanda, su hija recién nacida. 

## Reparto
- Mariana Di Girolamo como Verónica Lara
- Patricia Rivadeneira como Andrea
- Ariel Mateluna como Javier
- Antonia Giesen como Julieta
- Willy Semler como fiscal
- Josefina Montané como Carolina
- Coco Páez como Moni
- Gloria Fernández como Amanda
- María Jesús Vidaurre como Roberta
- Gilda Maureira como Ester
- Sylvia Hernández como la madre de Verónica
- Renata Rojas como Laura
- Matías Cornejo como Manuel
- Vicente Toledo Mahmoud como Jaime
- Ignacia Jara como Ignacia
- Emilio Edwards como ejecutivo de Biut
- Benjamin Berger como gerente de Biut
- Carolina Castillo como productora de campaña
- Joaquín Yutronic como fotógrafo de Verónica
- Valentina Hites como Modelo 1
- Valeryia Alfirovich como Modelo 2
- Anastasia Tverdokhlebova como Modelo 3
- Ingrid Fiorini como Modelo 4
- Francisca Neumann como invitada a la fiesta
- Thiare Vega como invitada a la fiesta/asistente al cementerio
- Javiera Lucero como asistente al cementerio
- Stephan Cabezas como asistente al cementerio[6]

## Producción
El rodaje comenzó en octubre de 2019 en Santiago, Chile, en medio del estallido social que atravesaba la capital del país. 

## Lanzamiento
La Verónica tuvo su estreno mundial a fines de septiembre de 2020 en el 68° Festival Internacional de Cine de San Sebastián,  luego, se proyectó el 9 de septiembre de 2020, en el 45° Festival Internacional de Cine de Toronto.   Fue lanzada comercialmente el 5 de agosto de 2021 en la plataforma de streaming Alto Parlante.  Posteriormente, se proyectó el 3 de diciembre de 2021, en el Festival Internacional del Nuevo Cine Latinoamericano de La Habana. 

## Premios y nominaciones
| Año  | Festival                                              | Categoría                     | Contendiente        | Resultado | Ref.   |
| ---- | ----------------------------------------------------- | ----------------------------- | ------------------- | --------- | ------ |
| 2020 | Festival Internacional de Cine de San Sebastián       | Premio horizontes latinos     | La Verónica         | Nominada  | [ 13 ] |
| 2020 | Tallin Black Nights Film Festival                     | Premio rebeldes con una causa | La Verónica         | Ganó      | [ 14 ] |
| 2021 | Festival Internacional de Cine de Mujeres de Asuán    | Mejor actriz                  | Mariana di Girolamo | Ganó      | [ 15 ] |
| 2021 | North Bend Film Festival                              | Mejor película                | La Verónica         | Ganó      | [ 16 ] |
| 2021 | North Bend Film Festival                              | Mejor actuación               | Mariana di Girolamo | Ganó      | [ 16 ] |
| 2021 | Festival de Cine de Lima                              | Mejor película                | La Verónica         | Nominada  | [ 17 ] |
| 2021 | Festival Internacional del Nuevo Cine Latinoamericano | Premio Signis                 | La Verónica         | Ganó      | [ 18 ] |
| 2021 | Festival Internacional del Nuevo Cine Latinoamericano | Premio FIPRESCI               | La Verónica         | Ganó      | [ 19 ] |
| 2022 | Premios Caleuche                                      | Mejor actriz principal        | Mariana di Girolamo | Nominada  | [ 20 ] |